# Face2Face Africa
Face2Face Africa è una media company panafricana con sede a New York. Il portale online dell'azienda riporta notizie dal continente africano e di personalità panafricane nel mondo, su temi di politica, attualità, intrattenimento, cultura, donne e stile di vita. Qualsiasi utente può chiedere allo staff editoriale la pubblicazione dei propri articoli o podcast.

Gli articoli sono consultabili gratuitamente, mentre per gli altri contenuti multimediali è richiesta la sottoscrizione di un abbonamento.

## Storia
Nel 2011 viene lanciato a New York City da due statunitensi di origine ghanese, Isaac O. Babu-Boateng e Sandra Appiah, che lo stesso anno sono apparsi nella classifica Forbes "30 Under 30" dei migliori giovani imprenditori africani.

## Funzionalità
Il sito si rivolge principalmente ad una platea globale di ascendenza africana: africani, afroamericani, afroeuropei e caraibici americani.
La sua missione è quella di informare e connettere le persone di origine africana nel mondo, fornendo una piattaforma per discutere e interagire con gli autori, i collaboratori del sito e con la comunità.

## Eventi
Face2Face Africa organizza ogni anno un weekend panafricano, ii galà dei FACE List Awards, il forum delle donne panafricane e l'incubatore di relazioni (networking mixer), che è il più longevo punto di incontro e contatto presente a New York per i professionisti operanti su tematiche panafricane, organizzato ogni tre mesi dall'Associazione internazionale dei parchi di divertimenti e attrazioni (IAAPA).
Fra le personalità premiate col FACE List Awards: Mo Ibrahim, Mimi Alemayehou, Alek Wek, Boris Kodjoe, Rev. Al Sharpton, Masai Ujiri, Wyclef Jean, Femi Kuti, Rosa Whitaker, Vanessa De Luca, Marcus Samuelsson, Serge Ibaka.